# Gerald Richard Barnes
Mark Joseph Seitz (Phoenix, 22 giugno 1945) è un vescovo cattolico statunitense, dal 28 dicembre 2020 vescovo emerito di San Bernardino.

## Biografia
Gerald Richard Barnes è nato a Phoenix, nell'Arizona, il 22 giugno 1945 da George e Aurora Barnes. Quando aveva un anno la famiglia si è trasferita nella zona di Boyle Heights, a East Los Angeles. Ha cinque fratelli e una sorella. In gioventù ha lavorato con i suoi fratelli nel negozio di alimentari dei genitori.

### Formazione e ministero sacerdotale
Ha frequentato le scuole pubbliche e ha curato la sua educazione religiosa sotto la supervisione delle suore missionarie di Nostra Signora della Vittoria al Centro "San Basilio" di Fetterly Avenue. Si è diplomato alla Roosevelt High School di Los Angeles e nel 1967 ha conseguito la laurea in scienze politiche all'Università statale della California. Ha compiuto gli studi per il sacerdozio nei seminari di Saint Louis e di Dayton, per poi concluderli all'Assumption-St. John Seminary di San Antonio.
Il 20 dicembre 1975 è stato ordinato presbitero per l'arcidiocesi di San Antonio da monsignor Francis James Furey. Al momento della nomina a vescovo era rettore dell'Assumption-St. John Seminary di San Antonio. Nel 1989 è stato nominato prelato d'onore di Sua Santità.

### Ministero episcopale
Il 28 gennaio 1992 papa Giovanni Paolo II lo ha nominato vescovo ausiliare di San Bernardino e titolare di Montefiascone. Ha ricevuto l'ordinazione episcopale il 18 marzo successivo nella chiesa di San Cristoforo a Moreno Valley dal vescovo di San Bernardino Phillip Francis Straling, co-consacranti l'arcivescovo metropolita di San Antonio Patrick Fernández Flores e il vescovo ausiliare di Galveston-Houston Curtis John Guillory.
Ha assistito il vescovo Phillip Francis Straling nella conduzione delle visite parrocchiali, nella celebrazione delle liturgie della confermazione e nella partecipazione alle funzioni diocesane e comunitarie. Nel giugno del 1995, dopo il trasferimento a Reno di monsignor Straling, è stato eletto amministratore diocesano.
Il 28 dicembre 1995 lo stesso papa Giovanni Paolo II lo ha nominato vescovo di San Bernardino. Ha preso possesso della diocesi il 12 marzo successivo.
Durante il suo episcopato la diocesi di San Bernardino è arrivata a gestire 3 scuole superiori, 23 scuole elementari e 3 scuole dell'infanzia. Nel 2001 ha inaugurato l'annuale Bishop's Golf Classic per finanziare borse di studio per le famiglie che non possono permettersi un'istruzione nelle scuole cattoliche per i propri figli. Durante il suo mandato, ha chiuso quattro delle scuole elementari della diocesi: quelle di Barstow, Banning, Apple Valley e San Bernardino. La parte dell'alto deserto della diocesi non ha scuole cattoliche.
Nel marzo del 2014, Barnes, citando vantaggi economici e il principio di buona cittadinanza, ha incoraggiato i fedeli a sottoscrivere un'assicurazione prevista dall'Obamacare.
Quando era presidente del comitato per i migranti e i rifugiati della Conferenza dei vescovi ha descritto "l'attuale sistema di immigrazione" come responsabile di "separazione familiare, sofferenza e persino morte" e che esso "è moralmente inaccettabile e deve essere riformato".
Nell'aprile del 2012 e nel gennaio del 2020 ha compiuto la visita ad limina.
In seno alla Conferenza dei vescovi cattolici degli Stati Uniti è stato presidente del comitato per i migranti e i rifugiati, presidente del comitato per gli affari ispanici dal 1996 al 1999, membro del comitato amministrativo, membro del comitato per le comunicazioni e membro di vari altri comitati.
Ha fatto parte del consiglio del Centro culturale americano-messicano e del consiglio di amministrazione dell'Assumption-St. John Seminary di San Antonio.
Nel 2007 ha ricevuto il premio OHTLI dal governo del Messico per il suo servizio ai cittadini messicani che vivono negli Stati Uniti.
Il 28 dicembre 2020 papa Francesco ha accolto la sua rinuncia per raggiunti limiti d'età.

## Genealogia episcopale e successione apostolica
La genealogia episcopale è:
- Cardinale Scipione Rebiba
- Cardinale Giulio Antonio Santori
- Cardinale Girolamo Bernerio, O.P.
- Arcivescovo Galeazzo Sanvitale
- Cardinale Ludovico Ludovisi
- Cardinale Luigi Caetani
- Cardinale Ulderico Carpegna
- Cardinale Paluzzo Paluzzi Altieri degli Albertoni
- Papa Benedetto XIII
- Papa Benedetto XIV
- Papa Clemente XIII
- Cardinale Bernardino Giraud
- Cardinale Alessandro Mattei
- Cardinale Pietro Francesco Galleffi
- Cardinale Giacomo Filippo Fransoni
- Cardinale Carlo Sacconi
- Cardinale Edward Henry Howard
- Cardinale Mariano Rampolla del Tindaro
- Cardinale Rafael Merry del Val
- Arcivescovo Giovanni Vincenzo Bonzano
- Arcivescovo Edward Joseph Hanna
- Arcivescovo John Joseph Cantwell
- Arcivescovo Joseph Thomas McGucken
- Cardinale Timothy Finbar Manning
- Vescovo Phillip Francis Straling
- Vescovo Gerald Richard Barnes

La successione apostolica è:
- Vescovo Dennis Patrick O'Neil (2001)
- Vescovo Rutilio del Riego Jáñez (2005)

## Araldica
| Stemma | Titolare                                        | Descrizione |
|        | Gerald Richard Barnes Vescovo di San Bernardino | Partito cucito: al primo trinciato: al I di rosso, all'ombra di sole di 24 raggi d'oro, caricato del trigramma bernardiniano di nero; al II d'oro alla campana di rosso e alla punta di lancia cadente dello stesso ordinate in banda; al secondo di rosso al tilmatli d'oro, seminato di tre rose di rosso, bottonate d'oro e punteggiate di verde; al capo d'argento, al bacile di verde alla fascia cannellata di rosso, da cui pende a sinistra un manutergio di verde alla fascia cannellata rovesciata di rosso. Ornamenti esteriori da vescovo. Motto: "Amar es entregarse" ("Amare è arrendersi"). |